# 红缨-5便携式防空导弹
红缨-5（HN-5，HongyiNg-5）是一系列由中国精密机械进出口总公司（CNPMIEC）基於苏联技術所研制的中國第一代被动式红外线导引肩扛、人員攜行式防空导弹系统系列，發射72毫米防空導彈。
本来，这种导弹的实际中文名称上是红樱-5，因此其拼音缩写应该是HY-5（HY为源自官方翻译的拼音「红缨」（Hong Ying）的类别代码）。然而，「红缨」的拼音缩写，HY已经被另一种中国导弹系列，海鹰系列反舰导弹（海鹰，官方翻译拼音：Hai Ying）所采用。因而將拼音缩写改為「HN」，以后中国人民解放军採用的飞弩-6便携式防空导弹（红缨-6）系统是也根據该命名手法，其命名和拼音缩写分別为红缨-6和HN-6。中国人民解放军前线和第一线预备役部队士兵手上的红缨-5系列已经被前衛系列便携式防空导弹所取代，但仍正被民兵部队所使用。

## 歷史
红缨-5是苏联9K32M「箭-2M」（俄语：Стрела-2М，北約代號：SA-7B「聖杯」）通过逆向工程的仿制版本。由于对于便携式防空导弹系统的迫切需要，在越南战争期间，北越为中国提供了其原始样品，并要求中国生产和向越南人民军供应其仿制品。但是，由于中国受到文化大革命影响而政治动荡，导致逆向工程过程缓慢；而且当第一批小量的生产批次被送到越南进行评估之时，已经因美国飞机已采用電子對抗手段成功地对付HN-5及其苏联对手箭-2的威胁而変为无效。红缨-5的尺寸和性能与箭-2M极为相似。以后的1984年国庆阅兵上首度亮相。

## 红缨-5A
由于原来的红缨-5的表现不尽如人意的结果，中国马上开始改进导弹而同时在越南战争期间，北越再次为中国提供了苏联的原型样品，而这次为箭Strela-2M型。然而，当中国终于完成了其改进以后，它已经来不及参战，因为越南战争已经结束，两国之间的关系已经恶化。
- 长度：1.46米
- 重量：10.2千克
- 系统重量：16.5公斤
- 导弹直径：72毫米
- 弹头：0.5公斤
- 引信：碰炸式
- 速度：500米／秒
- 射程：800米—4.4公里
- 射高：50米—2.5公里

## 红缨-5B
由中国与苏联9K34「箭-3」（俄语：Стрела-3，导弹型号9M36；北約代號：SA-14「小妖精」）为蓝本所研发的单兵便携型防空导弹系统。虽然曾早在1980年代中期，该导弹就开始投入中国人民解放军中服役，但直到1990年，它才在中国首度公开显现出来。根据中国国内多家媒体来源和中国境外的一些消息来源，中国通过薩伊从安盟在与安哥拉政府武装部队交战时的缴获当中获得苏联9K34「箭-3」样本，之后可准确的推断中国也是以同样的方式在很短的时间内获得了9K310「伊格拉Igla-1」（俄语：Игла-1；北約代號：SA-16「手鑽」）。1990年1月，该导弹型号亦投入巴基斯坦軍隊之中服役。

### 國外衍生型
巴基斯坦亦已经以此为蓝本研制及生产出安扎Mk-I型便携式防空飞弹，并已经在战役当中使用。

## 红缨-5C
红缨-5C是红缨-5B的车载型版本，于1986年首次投入生产，但直到1990年代初期以前都没有向中国公众公开。总共8枚导弹被配置为两具由4枚导弹联装组成的发射器，安装在一台四轮驱动车辆以上，并以电子光学式火控系统瞄准。 载具的大小可用以确定是否可以重新装填。虽然车载版本的导弹也可以拆卸下来并且用作便携式防空导弹，但是它们不能在现场即时使用，而是首先需作出修改才可使用。

## 红旗-5C
红旗-5C（HQ-5C，官方翻译拼音：HongQi-5C；红旗为中国为其面對空飛彈的通用命名）防空导弹是在1980年代专门研发并用于出口，这亦可说是红缨-5B采用西方标准以后的西方化版本。究其原因是尽管其价格低廉，但在苏联样式红缨-5曾在出口到主要装备了西方武器的第三世界国家时，其兼容性问题和相应的后勤保障问题都增加了该导弹的整个生命周期成本。为了避免这一点，该导弹经过修改为与西方标准相兼容。据报导指，菲律宾为红旗-5C的客户，而泰国亦被传言是红旗-5C的其他客户之一。

## 使用国
- 阿尔巴尼亚
- 柬埔寨
- 中华人民共和国
- 哥伦比亚
- [1]
- 巴基斯坦
- 伊朗
- 菲律賓
- 泰國
- 土耳其
- 越南
- 緬甸

## 資料來源
1. ↑  .   [2016-04-03]. （原始内容存档于2011-07-20）.

## 外部連結
- （英文）—HN-5 （页面存档备份，存于）
- （英文）—weaponsystems.net—HN-5 （页面存档备份，存于）
- （英文）—Military, Security and Civilian Guns—SA-7 (Grail) / 9K32 Strela-2 Surface to Air Anti-Aircraft Missile Defense System （页面存档备份，存于）
- （日語）—日本周辺国の軍事兵器 （页面存档备份，存于）
- （简体中文）—新浪网—坦克装甲专题 （页面存档备份，存于）